# Luigi
Luigi  è un nome proprio di persona italiano maschile.

## Varianti
- Maschili: Aligi[1], Aloisio[1], Alvise[1][2], Clodoveo[1], Ludovico[1][2][5], Luigio
  - Alterati: Luigino[2][3][4][6]
  - Ipocoristici: Gigi[3][4], Gino[2]
  - Composti: Gianluigi, Pierluigi
- Femminili: Luigia[3][4][6], Luisa[3][6]
  - Alterati: Luigina[3][4][6]
  - Ipocoristici: Gigia[3][4], Gina

### Varianti in altre lingue
- Asturiano: Lis[7]
- Bretone: Loïc[2]
- Catalano: Lluís[2][5][7]
- Francese: Louis[2][3][8], Loïc[2]
  - Ipocoristici: Lou[2]
- Galiziano: Lois[2][7]
- Hawaiiano: Lui[5]
- Inglese: Louis[2][3][5][8], Lewis[2][3][5]
  - Ipocoristici: Lou[2], Louie[2][5], Lewey[5]
- Occitano: Loís[2], Loïc[5]
- Olandese: Louis[2]
- Portoghese: Luís[2][5]
  - Alterati: Luisinho[2]
- Portoghese brasiliano: Luiz[2]
- Siciliano: Luici, Luvici, Lici, Luiggi (italianismo); 
  - Ipocoristici: Luì, Luigginu, Ginu, Giggi, Gigginu
- Spagnolo: Luis[2][3][5][7]
  - Ipocoristici: Lucho[2][7]
- Svedese: Love[2]
- Tedesco: Ludwig[2]
- Ungherese: Lajos[2][5]

## Origine e diffusione
Deriva, tramite vari passaggi, da un antico nome germanico, più precisamente francone, Chlodowich, Hlodwig o Hlodowig; esso si sviluppò prima nella forma Clodovicus, divenuta poi Ludovicus e quindi Looïs e Luis in francese antico, e da lì giunta in italiano come Luigi. Lungo il percorso, dal nome originario si sono sviluppati diversi nomi allotropi di Luigi, usati più o meno indipendentemente l'uno dall'altro e ciascuno con le proprie varianti, quali Aligi, Aloisio, Alvise, Clodoveo e Ludovico.
La diversità delle forme è dovuta alle differenze di pronuncia del nome: la forte aspirata iniziale in area franca ha dato origine al nome Clodoveo, mentre in area germanica si è gradatamente perduta dando origine a Ludwig (che in area italica fu importato come Ludovicus, che reimportato in area francoprovenzale ha generato Louis e quindi Luigi, con tipica evaporazione della "d" intervocalica). L'aspirata iniziale si conservò nelle parlate italiche romanze generando una famiglia di varianti in cui l'aspirata era pronunciata come A (Aluisius, Aloisius, Aloisio, Aloigio, Aluigi) con la caratteristica irrilevanza dell'opposizione v/u in latino. Nella lingua veneta l'aspirata iniziale si è evoluta in A come nelle altre parlate italiche, ma in veneto l'opposizione v/u è rilevante e quindi la v si è conservata in Alvise.
Dal punto di vista etimologico, come gran parte dei nomi germanici Hlodwig è composto da due elementi:
- hlod (o hluda), generalmente interpretato come "fama", "gloria", "famoso"[1][3][5], anche se va notato che Förstemann lo indica come di difficile interpretazione, tanto da definirlo "la croce degli etimologisti"[9]; lo stesso elemento si ritrova anche nei nomi Clotilde, Ludolfo e Lotario.
- vig (o wig), "battaglia" o wigaz (o wiga), "guerriero", da cui anche Edvige, Heilwig e Wiebe[1][3][5][9]

Il significato complessivo può essere interpretato come "famoso guerriero", "famoso in guerra", "combattimento glorioso".
È uno dei nomi più usati in Italia: una stima del 1982 indicava che 875.000 italiani erano chiamati così e secondo studi del 2000, basati sui dati rilevati dagli utenti telefonici, è il sesto nome proprio maschile più diffuso in Italia nel XX secolo.
Tale diffusione è dovuta al culto di vari santi, in particolare di san Luigi Gonzaga e san Luigi IX di Francia, oltre che al prestigio di numerosi sovrani così chiamati, tra cui diciotto re di Francia (anche se va notato che, durante il Medioevo, il nome era nettamente meno comune fra la plebe rispetto al ceto nobile, e che il suo uso calò ulteriormente dopo che Luigi XVI venne ghigliottinato). In Inghilterra venne portato dai Normanni, diffondendosi nella forma Lewis (mentre Louis era più popolare negli Stati Uniti).

## Onomastico

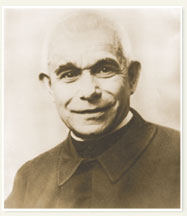
San Luigi Orione

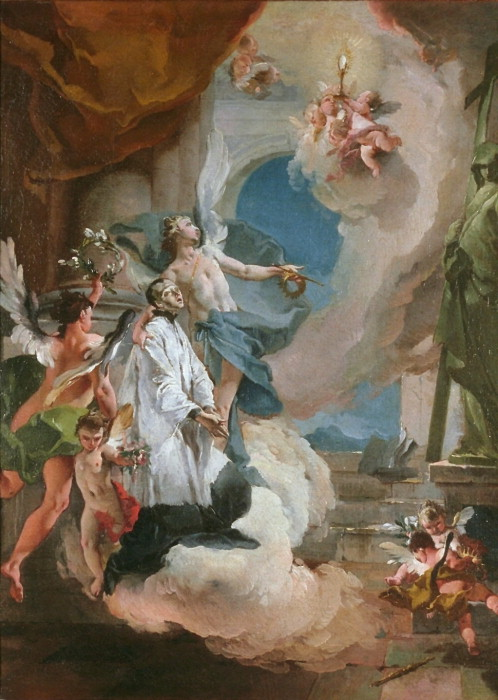
San Luigi Gonzaga

L'onomastico si può festeggiare in memoria di più santi, alle date seguenti:
- 25 febbraio, san Luigi Versiglia, vescovo di Schiuchow e martire[13]
- 12 marzo, san Luigi Orione, sacerdote e fondatore[13]
- 3 aprile, san Luigi Scrosoppi, sacerdote e fondatore[13]
- 28 aprile, san Luigi Maria Grignion de Montfort, sacerdote e fondatore[13]
- 15 giugno, san Luigi Palazzolo, presbitero e fondatore delle Suore Poverelle[13]
- 21 giugno, san Luigi Gonzaga, protettore degli scolari, degli studenti e della gioventù cattolica[13]
- 25 agosto, san Luigi IX, re di Francia[13]
- 24 ottobre, san Luigi Guanella, sacerdote e fondatore[13]

Tra i beati si possono inoltre ricordare, alle date seguenti:
- 1º febbraio, beato Luigi Variara, sacerdote, fondatore delle Figlie dei Sacri Cuori di Gesù e di Maria[13]
- 9 febbraio, beato Luigi Magana Servin, martire in Messico[13]
- 8 maggio, beato Luigi Rabatà, sacerdote carmelitano e martire[13]
- 24 maggio, beato Luigi Zeffirino Moreau, vescovo di Saint-Hyacinthe[13]
- 28 maggio, beato Luigi Biraghi, sacerdote e fondatore[13]
- 9 giugno, beato Luigi Boccardo, canonico e fondatore[13]
- 9 luglio, beato Luigi Caburlotto, canonico e fondatore[13]
- 3 agosto, beato Luigi de Ortofin, mercedario[13]
- 25 agosto, beato Luigi Urbano Lanaspa, sacerdote domenicano, martire a Valencia[13]
- 2 settembre, beati Carlo Luigi e Luigi Beniamino Hurtrel, martiri dei massacri di settembre[13]
- 26 settembre, beato Luigi Tezza, sacerdote camilliano e fondatore[13]
- 28 settembre, beato Luigi Monza, sacerdote e fondatore[13]
- 1º ottobre, beato Luigi Maria Monti, religioso e fondatore[13]
- 3 ottobre, beato Luigi Talamoni, sacerdote e fondatore[13]
- 9 novembre, beato Luigi Beltrame Quattrocchi, padre di famiglia[13]
- 28 novembre, beato Luigi Campos Gorriz, padre di famiglia, martire a Picadero de Paterna[13]

## Persone

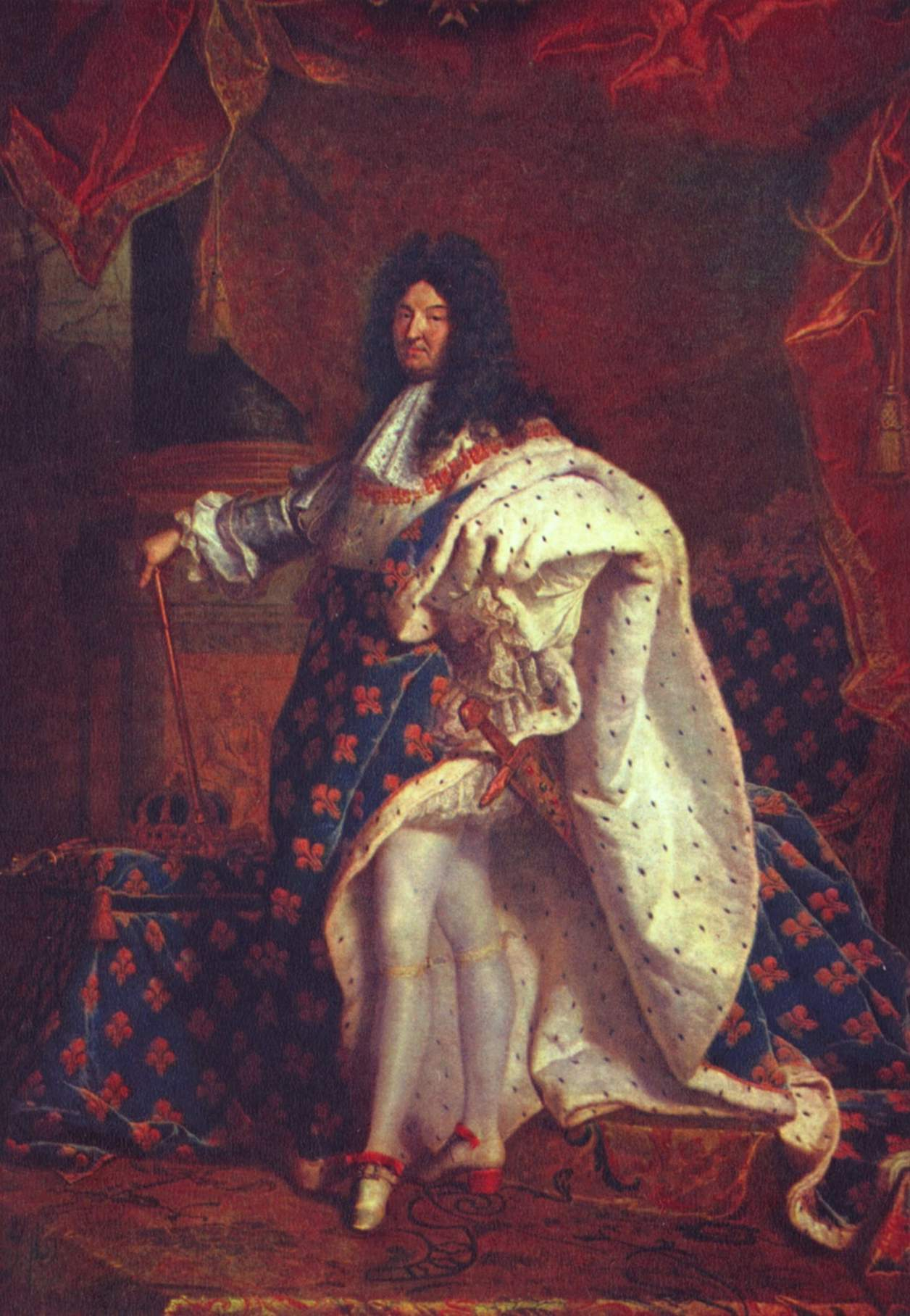
Luigi XIV, il Re Sole

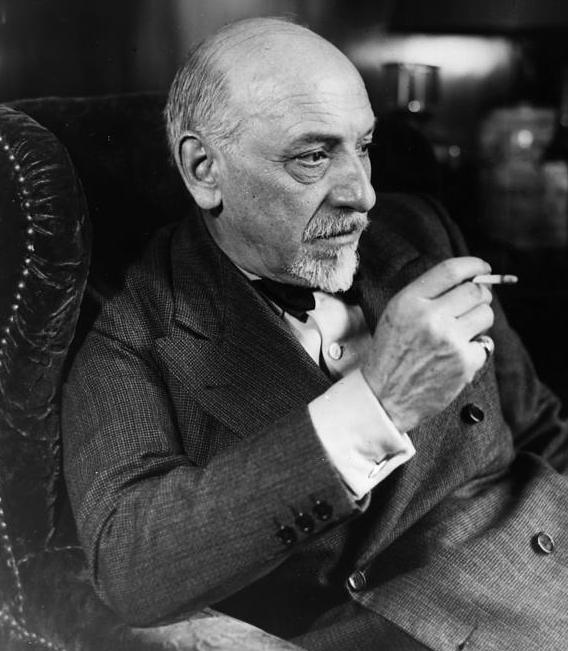
Luigi Pirandello

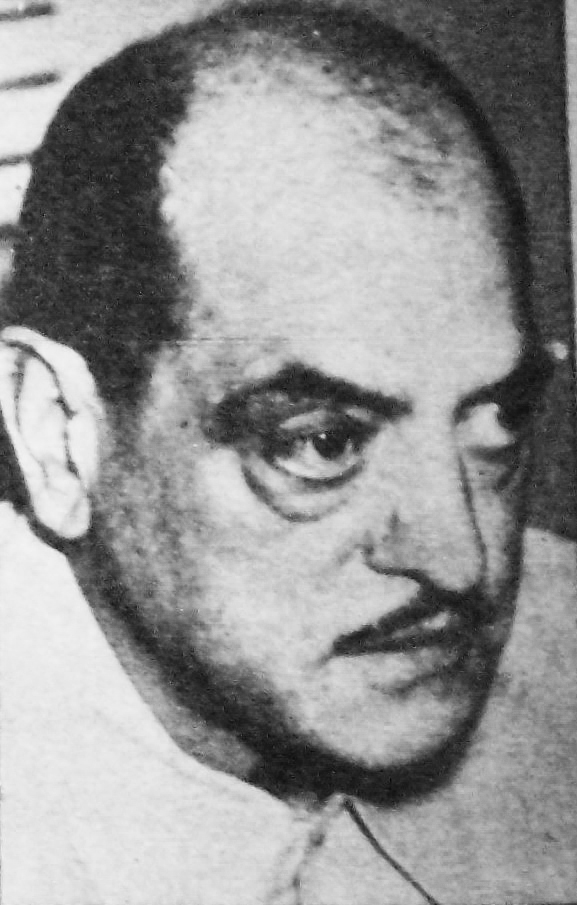
Luis Buñuel

- Luigi XIV, detto "il Re Sole", re di Francia
- Luigi XVI, re di Francia, ghigliottinato durante la rivoluzione francese
- Luigi Albertini, giornalista ed editore italiano
- Luigi Allemandi, dirigente sportivo, allenatore di calcio e calciatore italiano
- Luigi Boccherini, compositore e violoncellista italiano
- Luigi Brugnaro, imprenditore, dirigente d'azienda, dirigente sportivo e politico italiano, sindaco di Venezia.
- Luigi Cadorna, generale e politico italiano
- Luigi Calabresi, poliziotto italiano
- Luigi Capuana, scrittore, critico letterario e giornalista italiano
- Luigi Cherubini, compositore italiano
- Luigi Comencini, regista e sceneggiatore italiano
- Luigi Dallapiccola, compositore e pianista italiano
- Luigi Di Maio, politico italiano
- Luigi Einaudi, economista, accademico, politico e giornalista italiano
- Luigi Carlo Farini, medico, storico e politico italiano
- Luigi Galvani, fisiologo, fisico e anatomista italiano
- Luigi Giussani, presbitero e teologo italiano
- Luigi Gorrini, militare e aviatore italiano
- Luigi Longo, politico e antifascista italiano
- Luigi Lucheni, anarchico e criminale italiano
- Luigi Federico Menabrea, ingegnere, generale, politico e diplomatico italiano
- Luigi Morgari, pittore italiano
- Luigi Motta, scrittore, commediografo e giornalista italiano
- Luigi Pirandello, drammaturgo, scrittore e poeta italiano
- Luigi Pulci, poeta italiano
- Luigi Sturzo, presbitero e politico italiano
- Luigi Tenco, cantautore e attore italiano
- Luigi Vanvitelli, pittore e architetto italiano
- Luigi D'Alessio, cantautore italiano

### Variante Luis
- Luis Buñuel, regista, sceneggiatore, attore, produttore cinematografico, montatore, compositore e poeta spagnolo naturalizzato messicano
- Luis Enrique, calciatore spagnolo
- Luis Fortuño, politico portoricano
- Luis Miguel, cantante messicano
- Luis Sepúlveda, scrittore, giornalista, sceneggiatore, regista e attivista cileno naturalizzato francese
- Luis Suárez, calciatore uruguaiano
- Luis Trenker, regista, attore, alpinista e scrittore italiano

### Variante Luís

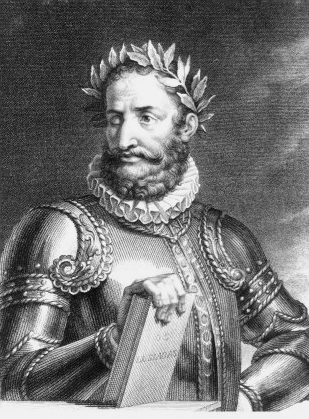
Luís de Camões

- Luís Alves de Lima e Silva, militare e politico brasiliano
- Luís de Camões, poeta portoghese
- Luís Fabiano, calciatore brasiliano
- Luís Figo, calciatore e dirigente sportivo portoghese
- Luís Fernando Veríssimo, scrittore e giornalista brasiliano
- Luís Vinício, calciatore e allenatore di calcio brasiliano

### Variante Luiz
- Luiz Adriano, calciatore brasiliano
- Luiz Bonfá, chitarrista e compositore brasiliano
- Luiz Felipe Scolari, calciatore e allenatore di calcio brasiliano

### Variante Louis

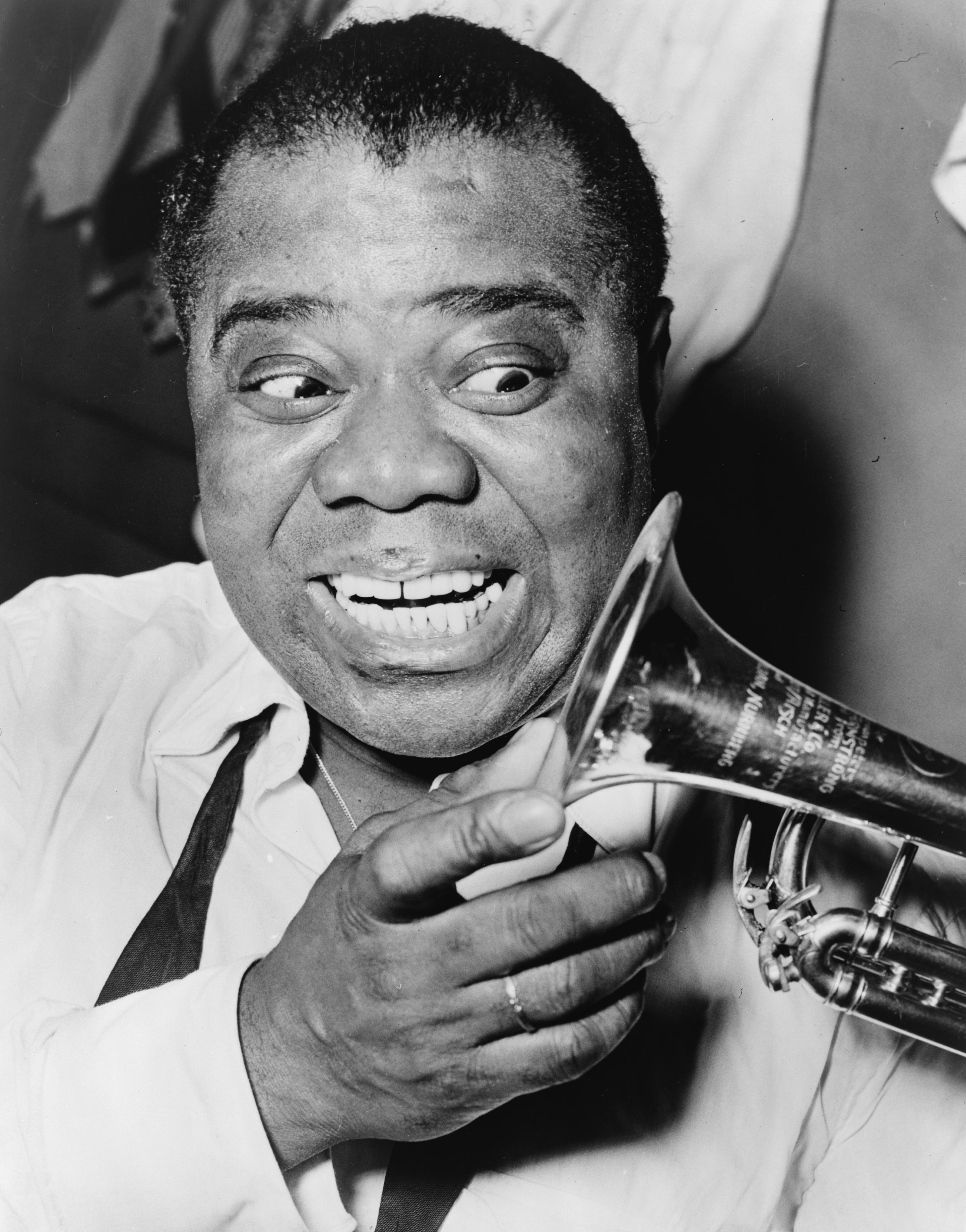
Louis Armstrong

- Louis Adamic, scrittore e giornalista sloveno naturalizzato statunitense
- Louis Agassiz, biologo, zoologo, paleontologo e ittiologo svizzero
- Louis Appia, medico svizzero
- Louis Armstrong, trombettista e cantante statunitense
- Louis Alexandre Berthier, generale francese
- Louis Blanc, storico e politico francese
- Louis Bromfield, scrittore, saggista e riformatore agrario statunitense,
- Louis Chevrolet, pilota automobilistico e imprenditore svizzero naturalizzato statunitense.
- Louis Antoine de Saint-Just, rivoluzionario e politico francese
- Louis Mayer, produttore cinematografico statunitense
- Louis Pergaud, scrittore e poeta francese
- Louis Prima, cantante e musicista statunitense
- Louis Tomlinson, cantante, cantautore e personaggio televisivo britannico
- Louis Wain, artista inglese

### Variante Lajos
- Lajos Abonyi, scrittore ungherese
- Lajos Áprily, poeta ungherese

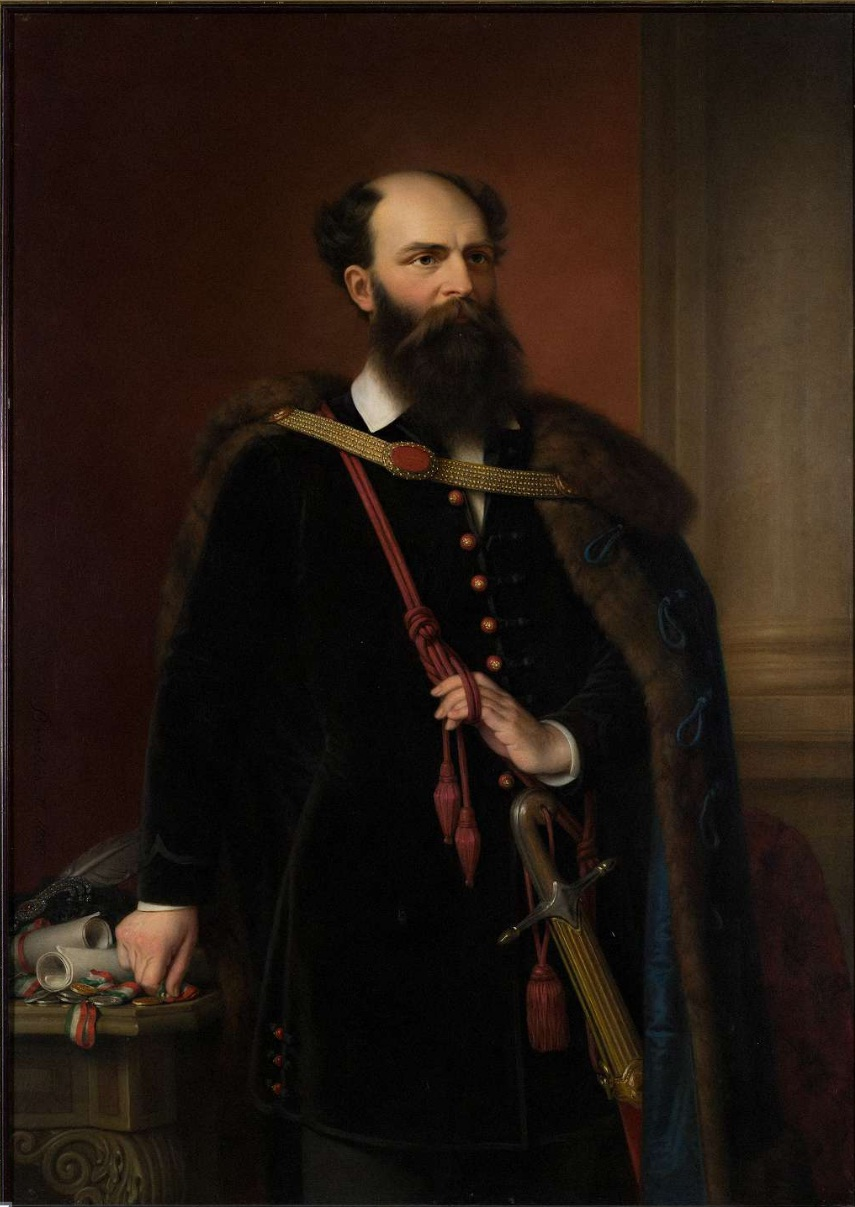
Lajos Batthyány

- Lajos Baróti, calciatore e allenatore di calcio ungherese
- Lajos Batthyány, politico ungherese
- Lajos Haynald, cardinale e arcivescovo cattolico ungherese
- Lajos Kassák, scrittore e artista ungherese
- Lajos Portisch, scacchista ungherese
- Lajos Tüköry, patriota e militare ungherese
- Lajos Zilahy, scrittore ungherese

### Variante Lewis

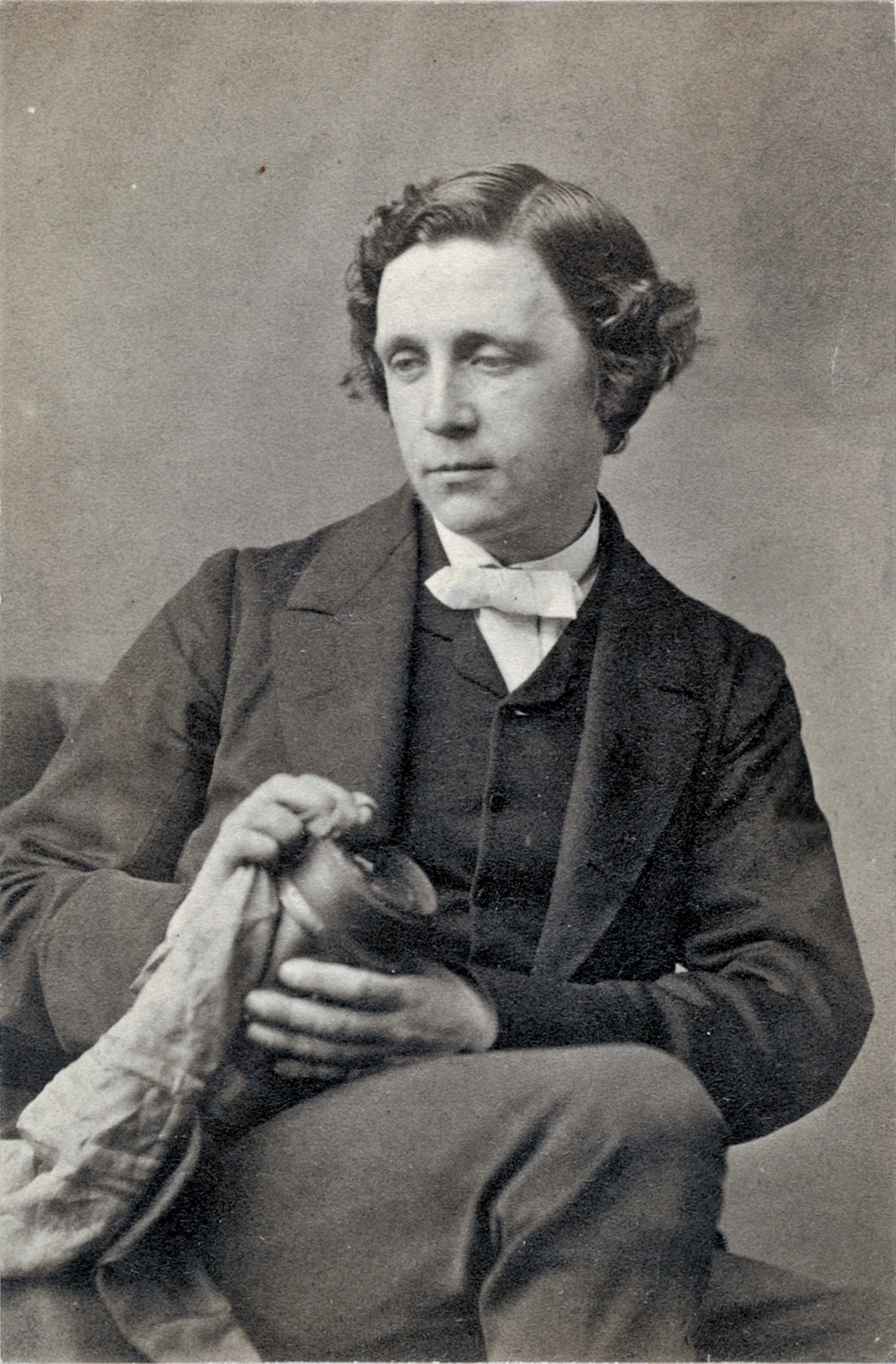
Lewis Carroll

- Lewis Addison Armistead, militare statunitense
- Lewis Black, comico, attore e sceneggiatore statunitense
- Lewis Paul Bremer, diplomatico statunitense
- Lewis Capaldi, cantautore e polistrumentista scozzese
- Lewis Carroll, scrittore, matematico, fotografo e logico britannico
- Lewis Hamilton, pilota automobilistico britannico
- Lewis Hine, sociologo e fotografo statunitense
- Lewis Holtby, calciatore tedesco
- Lewis Milestone, regista, sceneggiatore e produttore cinematografico russo naturalizzato statunitense
- Lewis Mumford, urbanista e sociologo statunitense

### Variante Louie
- Louie Anderson, attore e comico statunitense
- Louie Bellson, batterista statunitense
- Louie Clemente, batterista statunitense
- Louie Dampier, cestista e allenatore di pallacanestro statunitense
- Louie Nelson, cestista statunitense
- Louie Spicolli, wrestler statunitense
- Louie Vega, disc jockey statunitense

### Variante Luigino
- Luigino Pasciullo, calciatore e allenatore di calcio italiano
- Luigino Scricciolo, giornalista, politico e sindacalista italiano
- Luigino Vallongo, calciatore e allenatore di calcio italiano

### Variante femminile Luigia

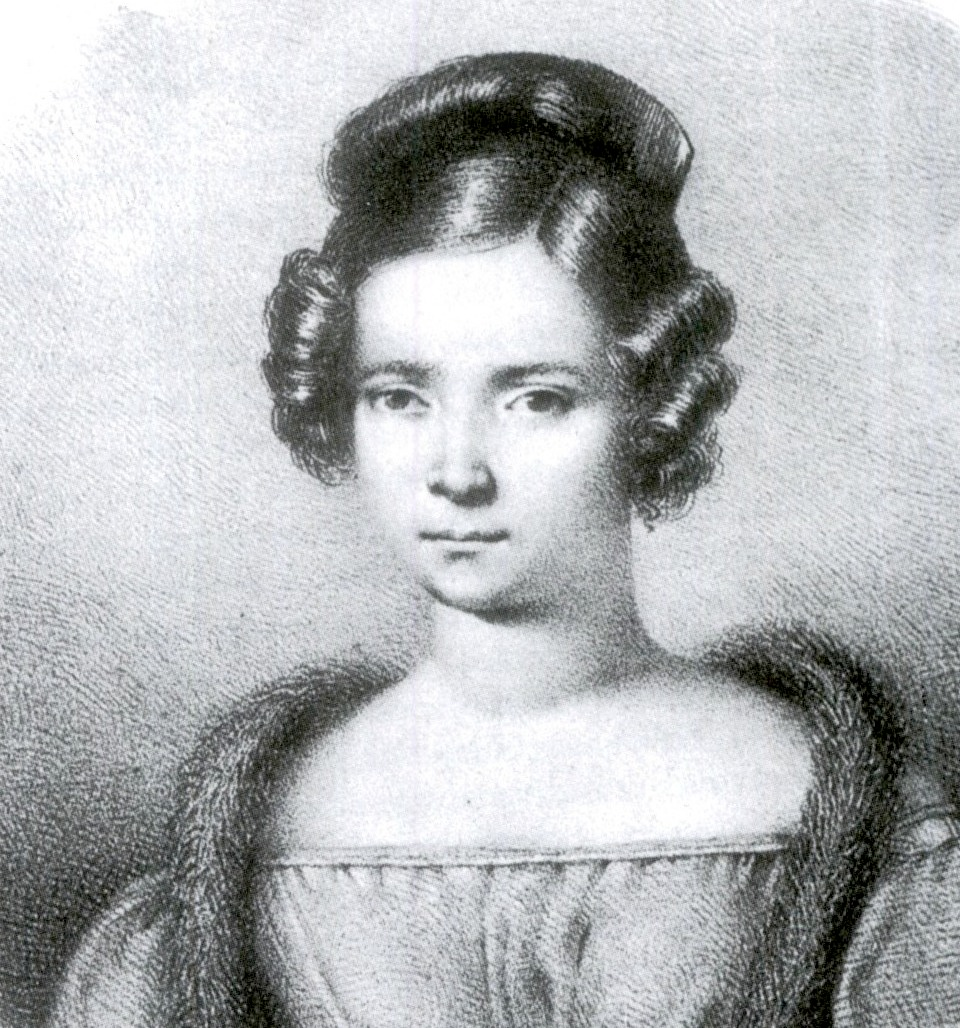
Luigia Boccabadati

- Luigia Abbadia, mezzosoprano italiano
- Luigia Boccabadati, soprano italiano
- Luigia Maria Pucheria Borgato, religiosa italiana
- Luigia Ciappi, insegnante italiana
- Luigia Codemo, scrittrice italiana
- Luigia Gonzaga, nobile italiana
- Luigia Pallavicini, nobile italiana
- Luigia Tincani, religiosa e pedagogista italiana

### Variante Luigina
- Luigina Bonfanti, atleta italiana
- Luigina De Grandis, pittrice e scrittrice italiana
- Luigina Giavotti, ginnasta italiana
- Luigina Sinapi, mistica italiana

## Il nome nelle arti
- Luigi è un personaggio dei videogiochi della Nintendo, fratello del più famoso Mario.
- Louie è uno dei tre boss nel videogioco arcade Ka-Ge-Ki: Fists of Steel.
- Luigi è un personaggio del film d'animazione Cars - Motori ruggenti.
- Luigi Risotto è un personaggio della serie animata I Simpson.
- Re Luigi (King Louie) è un personaggio del film Disney Il libro della giungla.
- Chef Louis è un personaggio del film Disney del 1989 La sirenetta.
- Louis è un personaggio del film Disney del 2009 La principessa e il ranocchio.
- Louis Cromb è un personaggio dei fumetti Disney di Paperino Paperotto.
- Louie il leone di montagna è un personaggio che appare in diversi cartoni animati della Disney.
- Luis Barbon è un personaggio della serie televisiva Mario.
- Louis Guiabern è l'antagonista principale del videogioco sviluppato dalla Atlus Metaphor: ReFantazio.

## Curiosità
- Il luigi era una moneta d'oro e d'argento francese.
- Il luigino è il nome usato ln Italia per le monete, coniate negli anni 1660, ad imitazione del petit luis d'argent, una frazione del luigi. È anche il nome usato dal cosiddetto principato di Seborga per le sue monete.